# Орешак (Ловецька область)
Ореша́к (болг. Орешак) — село в Ловецькій області Болгарії. Входить до складу общини Троян.

## Відомі люди
- Максим I - Патріарх Болгарський.

## Населення
За даними перепису населення 2011 року у селі проживали 2102 особи.
Національний склад населення села:
| Національність   | Кількість осіб | Відсоток |
| ---------------- | -------------- | -------- |
| болгари          | 1990           | 97,7%    |
| цигани           | 32             | 1,6%     |
| турки            | 13             | 0,6%     |
| Всього відповіли | 2037           |          |

Розподіл населення за віком у 2011 році:
Динаміка населення: